# Bladel
Bladel este o comună și o localitate în provincia Brabantul de Nord, Țările de Jos.

## Localități
Bladel, Casteren, Hapert, Hoogeloon, Netersel